# Красимир Чомаков
Красимир Петков Чомаков е български футболист, роден на 8 юни 1977 в Пловдив. Бивш национал. Играе на постовете защитник и дефанзивен халф.

## Кариера
Юноша на Марица където и играе при мъжете в периода 1994 – 1997 с общо 78 мача и 19 гола в А и „Б група за „жълто-сините“. През пролетта на 1998 Димитър Пенев го привлича в ЦСКА. Играе при армейците до 2000, когато е закупен от Лече. Поради ограничението за чужденци извън ЕС Лече са принудени да го дадат под наем във втородивизионния Равена за сезон 2000 – 2001. През пролетта на 2002 играе под наем за гръцкия Паниониос, след което преминава в петодивизионния италиански Бока (Сан Лазаро). Играе за Бока до 2007 когато е даден под наем на А.С. Пицигетоне. През лятото преминава в третодивизионния У.С. Кремонезе. От 2009 играе под наем в Калчо Леко.
Има 83 мача и 14 гола в А група. Носител на купата на България през 1999 г. с отбора на ЦСКА, вицешампион през 2000 г. и бронзов медалист през 1998 г. За ЦСКА е изиграл 10 мача в турнира за купата на УЕФА. Играе в 33 мача и вкарва 5 гола за младежкия национален тим. Има 18 мача и 5 гола за националния отбор. Изваден е от отбора през 2001, след като няколко месеца не е играл в официален мач. На 23 февруари 2010 Краси Чомаков се завърна в родния Пловдив, след 10 сезона в Италия, той подписа договор за 6 месеца със Спартак (Пловдив). На 17 юли 2020 г. се завръща в ЦСКА (София), като помощник-треньор на Стамен Белчев.

## Статистика по сезони
- Марица – 1994/95 – Б РФГ, 16 мача/4 гола
- Марица – 1995/96 – Б РФГ, 28/6
- Марица – 1996/97 – A РФГ, 20/3
- Марица – 1997/ес. - Б РФГ, 14/6
- ЦСКА – 1998/пр. - A РФГ, 15/2
- ЦСКА – 1998/99 – A РФГ, 26/3
- ЦСКА – 1999/00 – A РФГ, 22/6
- Лече – 2000/ес. - Серия А, 4/0
- Равена – 2000/01 – Серия B, 31/3
- Паниониос – 2002/пр. - Етники Категория, 10/1
- Бока (СЛ) – 2003/пр. - Серия D, 16/10
- Бока (СЛ) – 2003/04 – Серия D, 24/7
- Бока (СЛ) – 2004/05 – Серия D, 29/8
- Бока (СЛ) – 2005/06 – Серия C2, 26/5